# CEILIDH
CEILIDH — криптосистема с открытым ключом, в основе которой лежат задачи дискретного логарифмирования и алгебраические группы. Впервые эта идея была предложена Алисой Силверберг и Карлом Рубин в 2003 году.
Главное преимущество схемы — уменьшенный размер ключей для обеспечения защиты.
В шотландском гэльском языке слово ceilidh (читается кейли) означает праздник, вечеринку, традиционные парные и групповые шотландские («пабные») танцы и музыку для этих танцев.

## Алгоритмы

### Параметры
- Пусть q — простая степень.
- Целое число n выбрано так, что:

- Тор — T n имеет явную рациональную параметризацию.
- Φn(q) делится без остатка на большое простое число, где Φn — это циклический полином n-й степени.

- Пусть m = Ф(n), где Ф- функция Эйлера.
- Пусть ρ: Tn(Fq) → Fqm — это бирациональное отображение, а ψ — его инверсия.
- Выбираем α є Tn, степени l и задаем q=ρ(α).

### Схемы согласования ключей
Эта схема основывается на алгоритме Диффи-Хелмана.
- Алиса выбирает случайное число — a (mod Фn(q)).
- Она вычисляет ΡА = ρ(ψ(g)a) є Fqm и отправляет результат Бобу.
- Боб выбирает случайное число — b (mod Фn(q)).
- Он вычисляет ΡВ = ρ(ψ(g)b) є Fqm и отправляет результат Алисе.
- Алиса вычисляет ρ(ψ(ΡВ)a) є Fqm
- Боб вычисляет ρ(ψ(ΡА)b) є Fqm

### Схемы шифрования
В основе данной лежит схема шифрования Эль Гамаля.
- Генерация ключа

- Алиса выбирает случайное число — a (mod Фn(q)) — как свой секретный ключ.
- В результате вычислений — ΡА = ρ(ψ(g)a) є Fqm — получаем открытый ключ.

- Шифрование

- Сообщение М — элемент Fqm.

- Боб выбирает случайное целое число k в диапазоне 1 ≤ k ≤ l — 1

- Боб вычисляет γ = ρ(ψ(g)k) є Fqm и δ = ρ(ψ(M)ψ(ΡА)k) є Fqm .

- Боб отправляет зашифрованный текст (γ,δ) Алисе.

- Де шифрование

- Алиса вычисляет М = ρ (ψ(δ) ψ(γ)-а)

## Безопасность
Схема CEILIDH основывается на схеме Эль — Гамаля и, как следствие, обладает схожими свойствами.
Если вычислительное предположение Диффи — Хеллмана включает в себя базисную циклическую группу — G, то функция шифрования является односторонней. Если вычислительное предположение Диффи — Хеллмана не включает G, тогда криптосистема CEILIDH достигает семантической безопасности.
Шифрование CEILIDH — обладает предрасположенностью к выборочным атакам на зашифрованный текст. Это значит, что существует возможность для постороннего лица, например, преобразовать зашифрованный текст (с1,с2) сообщения m в иной текст — (с1, 2с2) сообщения 2m.